# 登格塞里灯塔
登格赛里灯塔（英語： 或 Thangassery Lighthouse）位于印度喀拉拉邦奎隆县奎隆市下辖的登格塞里小镇。它是奎隆大都会区中仅有的两座灯塔之一（另一座是距其14公里的柯维滕泰灯塔），由戈奇灯塔与灯台船总局维护管养。1902年的重建工程基本奠定了灯塔圆柱状塔身及红白斜条纹漆装的形态，并使其初具41米的高度，在喀拉拉邦海滨诸灯塔中仅次于位于戈奇的维平灯塔（46米） 。登格塞里灯塔也是当地的一个热门旅游目的地。

## 历史
灯塔所处的登格塞里地区是欧洲人在南亚次大陆最早的登陆地之一，1502年，葡萄牙人首先在登格塞里建立了活动基地与贸易中转站，该地迅速成为了重要的香料贸易枢纽，并在1517年修建了防御工事圣托马斯堡垒。随着荷兰东印度公司（VOC）的扩张，葡萄牙人和荷兰人在此地展开了长久的争夺，而圣托马斯堡垒也毁于其中，1661年荷兰人控制了登格塞里，之后的18世纪里，又有不列颠东印度公司（EIC）的殖民者与特拉凡哥尔王国参与对该地的争夺，直到1795年被英国人完全控制。灯塔最初落成之前，EIC方面先搭建了一个简易的油灯塔楼供过往公司船只照明，同其它遍布海岸的类似设施连成一道光路，以确保夜间沿近海绕过科摩林角往来于阿拉伯海与孟加拉湾的航路畅通，部分位置关键的设施，包括登格塞里的灯塔在内得以保留与增筑，加上一些新建的灯塔，便形成了今日喀拉拉邦的灯塔分布。1902年，灯塔增筑。1930年，灯塔产生开裂问题，以致需要泥瓦修补工作来确保灯塔的正常运作。灯具进行过5次更换，分别是在1932年、1940年、1962年、1967年、1990年和1994年。 
2016年，灯塔新设了一部直通平台的观景电梯。

## 位置
灯塔坐落于登格塞里海滨岬角，登格塞里当地因历史与地理原因保留了完好的盎格鲁-印地文化，许多殖民时期建筑也得以留存，如托马斯堡废墟、葡萄牙人公墓、伯金汉运河、古奎隆港，以及圣婴座堂。
灯塔对外开放的时间是当地时间（UTC+05:30）除周一外每日的11:00-17:00。

## 圖片

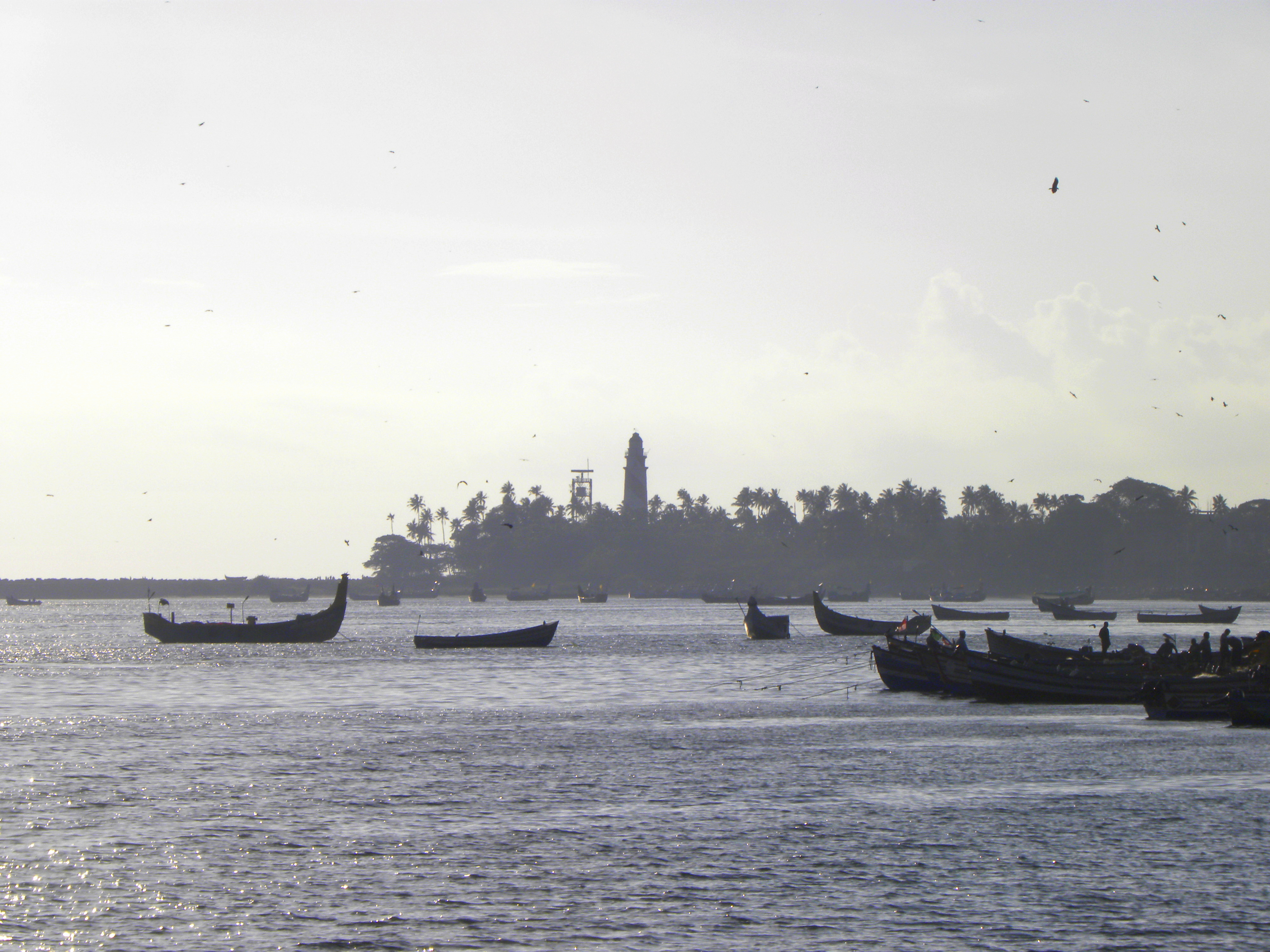
灯塔远景，摄于奎隆市港口路（英语：Port Road, Kollam）
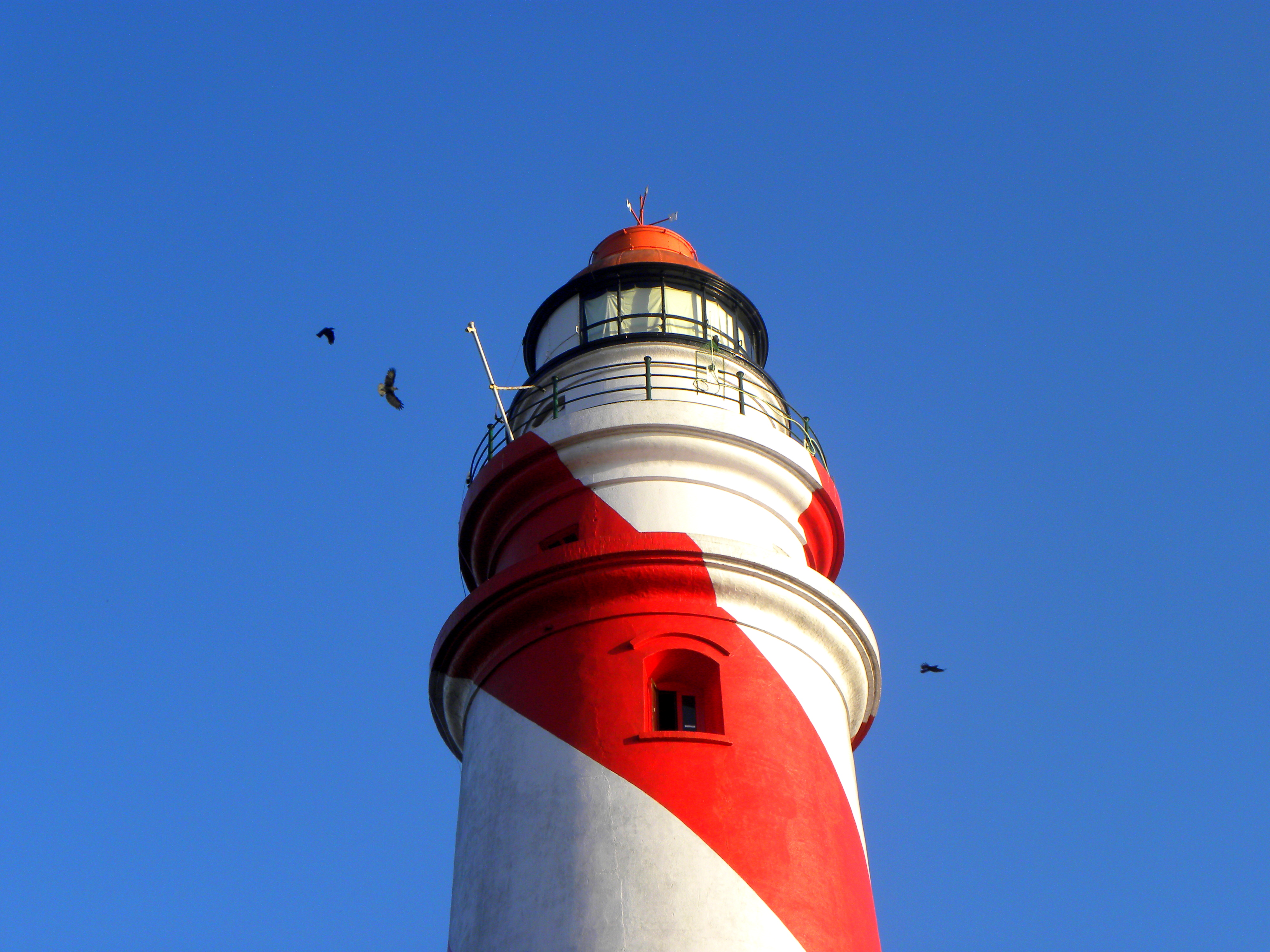
2016年灯塔近观
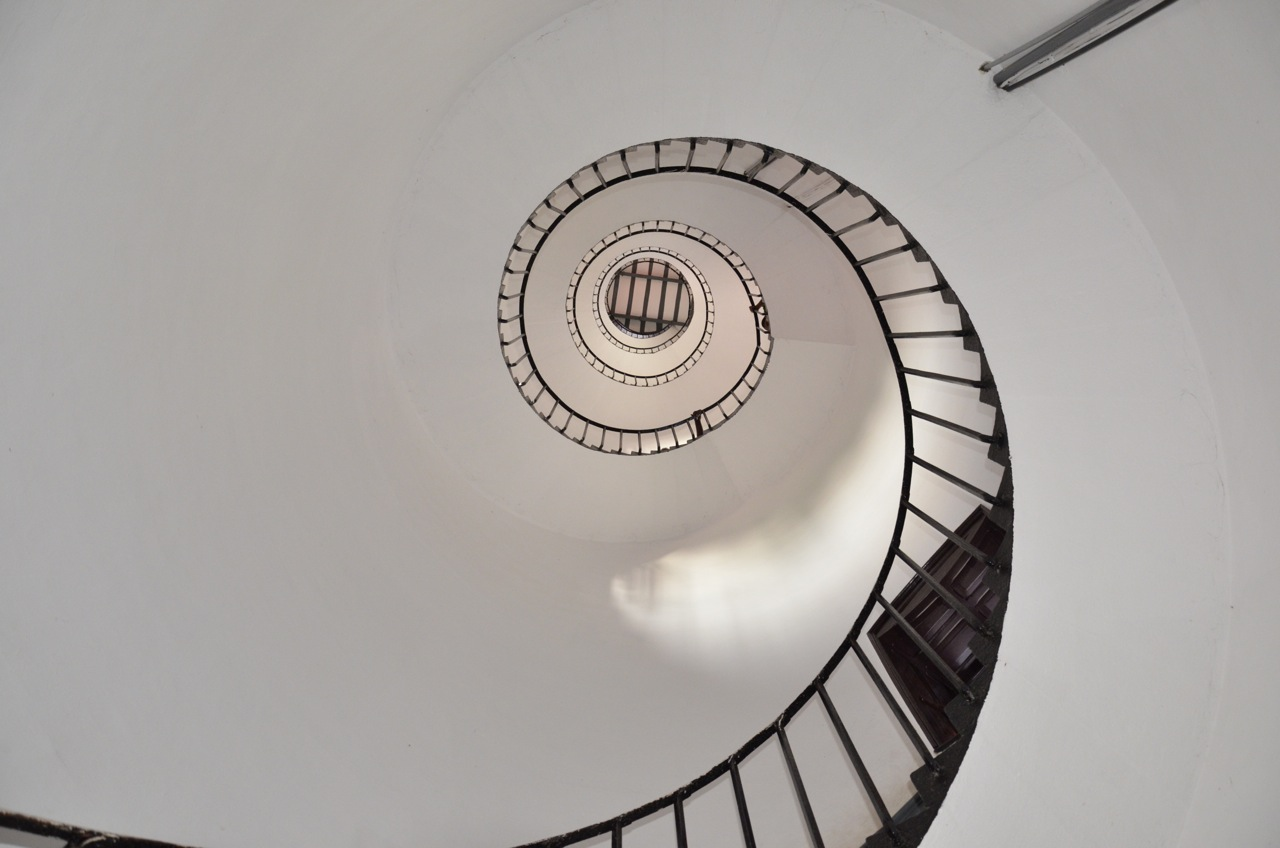
灯塔内部的螺旋阶梯